# RollerCoaster Tycoon 4 Mobile
RollerCoaster Tycoon 4 Mobile est un jeu de simulation et de gestion sorti en 2014 sur iOS et Android. C'est un épisode de la série des RollerCoaster Tycoon, mais le premier à sortir sur supports mobiles. Chris Sawyer, le créateur original de la série, n'a pas participé au développement du jeu. Le jeu était payant à l'origine (Pay to play), mais par la suite Atari en fit un Free to play.

## Accueil

### Critiques
La majorité des critiques du jeu ont été négatives. Metacritic lui attribue une note moyenne de 35 sur 100, sur la base de 13 critiques. Sur GameRankings le jeu atteint 36,36 %, sur la base de 11 critiques. Le jeu a été critiqué pour ses micro-transactions (en dépit de la non-gratuité du jeu), les temps d'attente excessifs entre les actions minutées, et pour des fonctionnalités des précédents jeux de la série disparues. Chris Schilling, d'Eurogamer, a critiqué quant à lui la musique du jeu, la qualifiant « d'irrémédiablement mauvaise », et donnant au jeu un score de 1 sur 10. 